# Swaihan
Swaihan, ook bekend als Sweihan of Suwayḩān (Arabisch: سويحان), is een stad in Abu Dhabi, in de Verenigde Arabische Emiraten. De stad ligt 70 kilometer ten noordwesten van de stad Al Ain. Het is een van de plaatsen in het emiraat bekend om zijn omliggende boerderijen.
De stad heeft meerdere scholen, een gezondheidscentrum, een gemeentehuis, elektriciteit, telecommunicatie, een bank, een politiebureau en brandweer. De stad heeft ook een Nationaal Centrum voor Onderzoek van vogels, het belangrijkste onderzoekscentra over vogels in het land.